# Меду вада
Меду вада (м'яка вада) — південноіндійська закуска на сніданок, виготовлена з Vigna mungo (чорної сочевиці). Зазвичай його виготовляють у формі пончика, з хрусткою скоринкою і м'якою серединою. Популярний продукт у південноіндійській кухні його зазвичай їдять як сніданок або закуску.

## Етимологія
«Меду» означає «м'який» тамільською, малаяламською та каннадською мовами, таким чином «меду вада» означає «м'яка вада». Страва часто згадується просто як «вада» в меню. Інші назви страви включають uddina vade каннада, urad vada, medhu vadai, ulundu vadai (тамільська), garelu (గారెలు) (телугу), uzhunnu vada (малаяламська), і батук (непальська).

## Історія
За словами Віра Сангві, походження medu vada можна простежити до міста Маддур у сучасній Карнатаці. Страва стала популярною за межами Південної Індії завдяки рестораторам удупсюкої кухні з Мумбаї.

## Підготовка
Меду вада готується в основному з тіста з чорної сочевиці (урад дал). Чорну сочевицю замочують у воді на кілька годин, а потім подрібнюють до стану пасти. Пасту можна ароматизувати іншими інгредієнтами, такими як асафетида, насіння меті (пажитник), імбир, насіння кмину, чорний перець, листя каррі, перець чилі та шматочки кокоса. Потім формують пончики й обсмажують в олії до золотистої скоринки.
Один із варіантів передбачає запікання замість смаження. Інші варіації страви включають використання бобових, крім чорної сочевиці. Наприклад, am-bada (або aama vadai) готується з чана далу (подрібнена сочевиця з нуту); іноді також використовуються туар (голубиний горох) і масур (сочевиця).

## Подача
Зазвичай до страви подають самбар (рагу з сочевиці та овочів) і кокосовий чатні. Поряд з ідлі його часто їдять на сніданок. Його також їдять як першу страву на обід або закуску.
Меду вада іноді також подається з йогуртом, як закуска чаат (див. дахі вада).
У Непалі в день Маге Санкранті люди готують batuk, який їдять з різноманітними вареними бульбами, такими як ямс, таро та солодка картопля. Батук є традиційним святковим делікатесом у громадах Магар і Хас у Непалі. Народ магар готує батук на Магі, новорічне свято, яке відзначається в день Маге Санкранті. Магари також їдять батук під час весілля, коли родина нареченого дарує батук родині нареченої разом зі свинячим м'ясом, алкоголем і сельроті. У народу нева з долини Катманду є своя версія батуків, відома як бара. Народ тхару в південній частині західного Непалу також готує оладки з чорної сочевиці, відомі як барія, але вони плоскі або мають форму кулі.

## Галерея

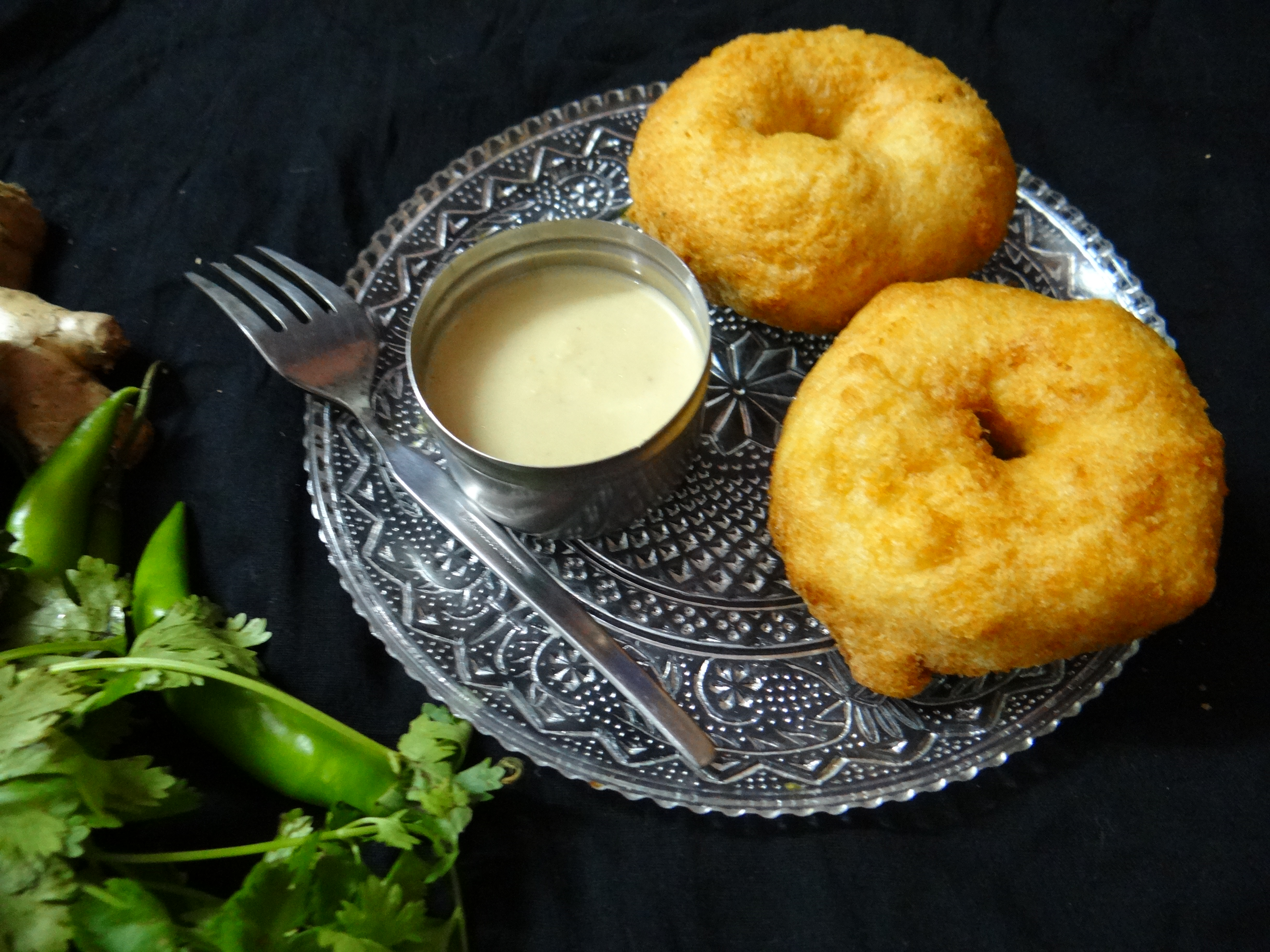
Меду вада з кокосовим чатні
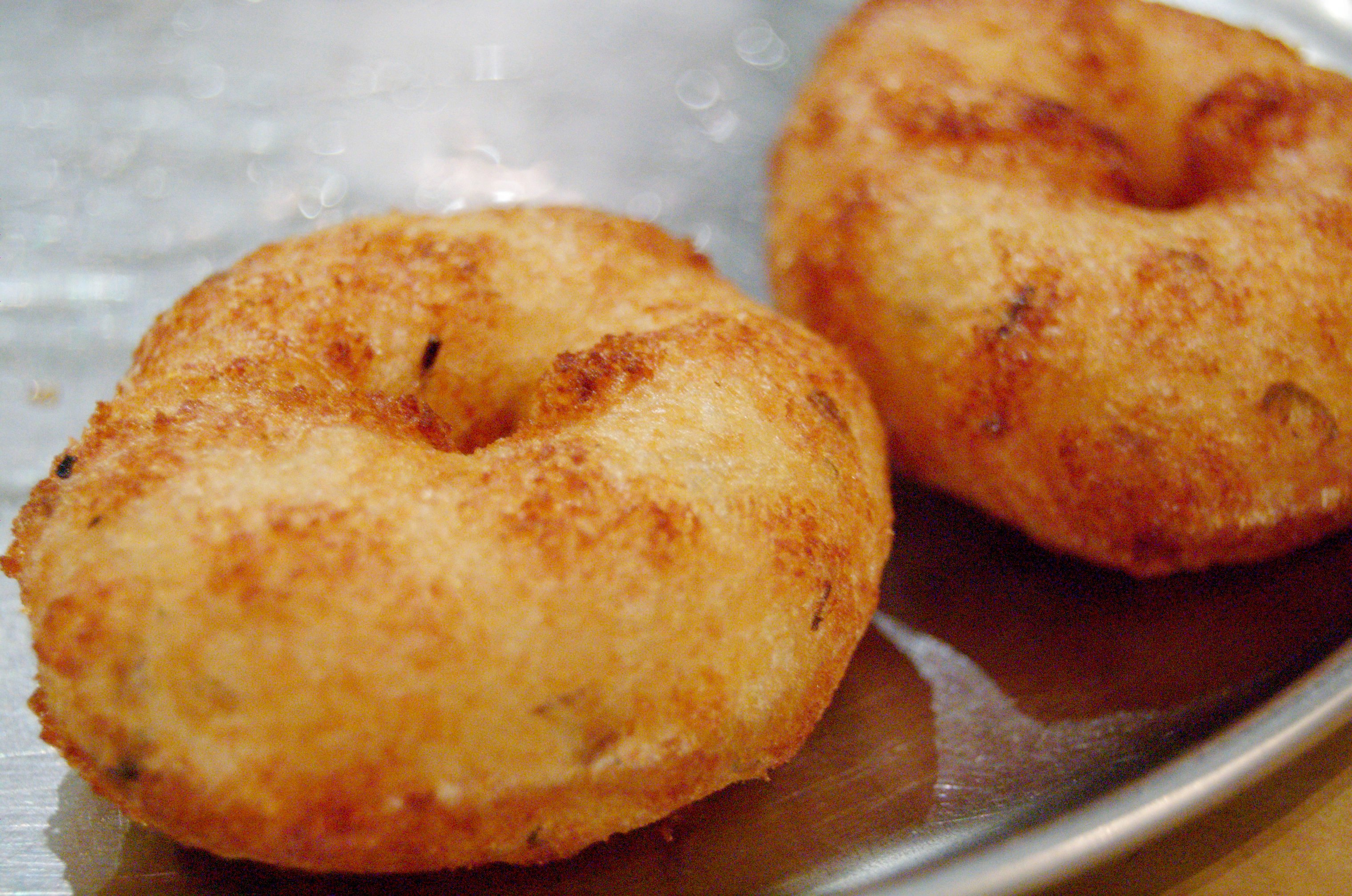
Смажена Меду вада з чатні
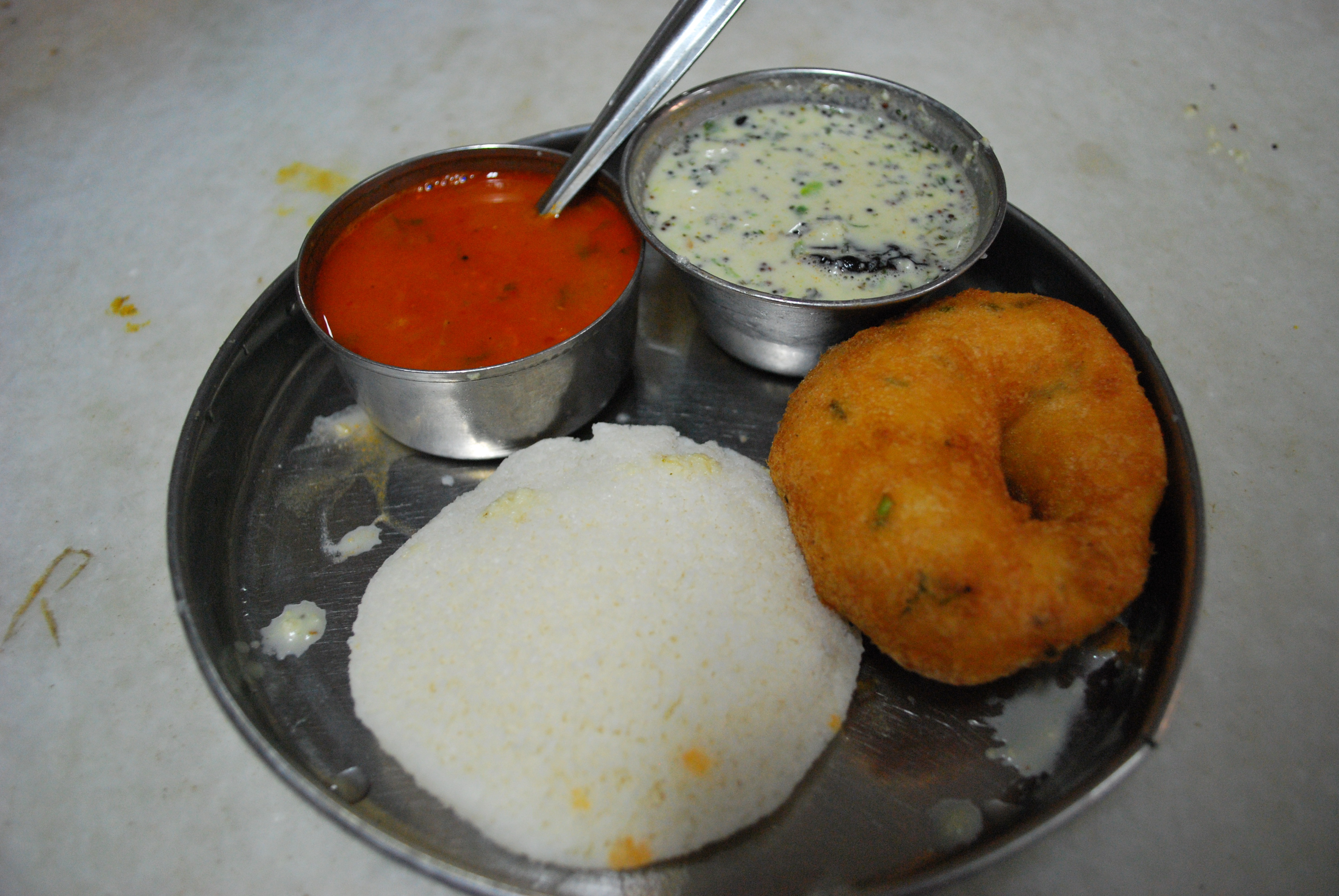
Звичайний південноіндійський сніданок: ідлі, меду вада, самбар і кокосове чатні.
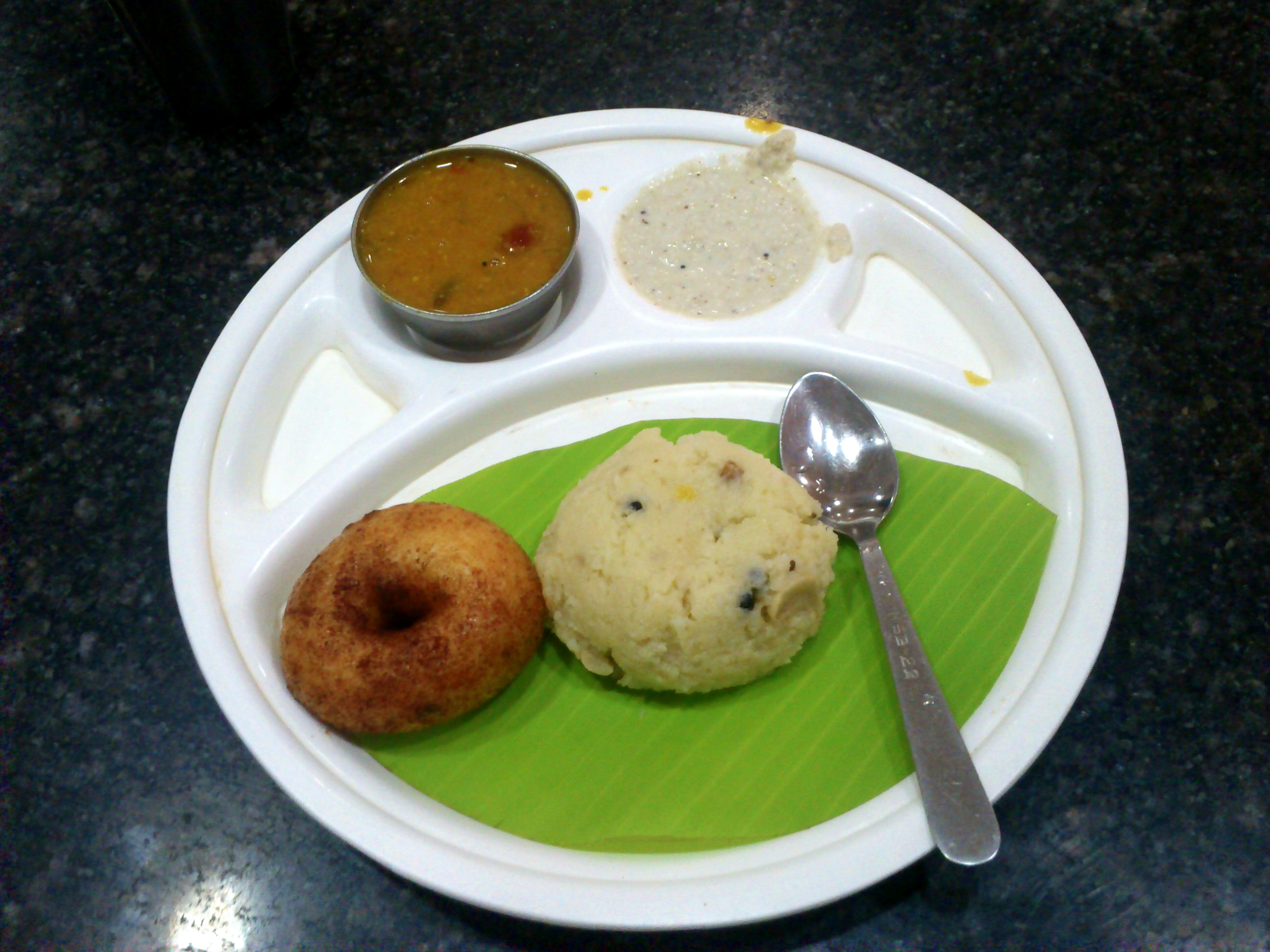
Інший розширений сніданок: меду воду,понгал, самбар і кокосове чатні
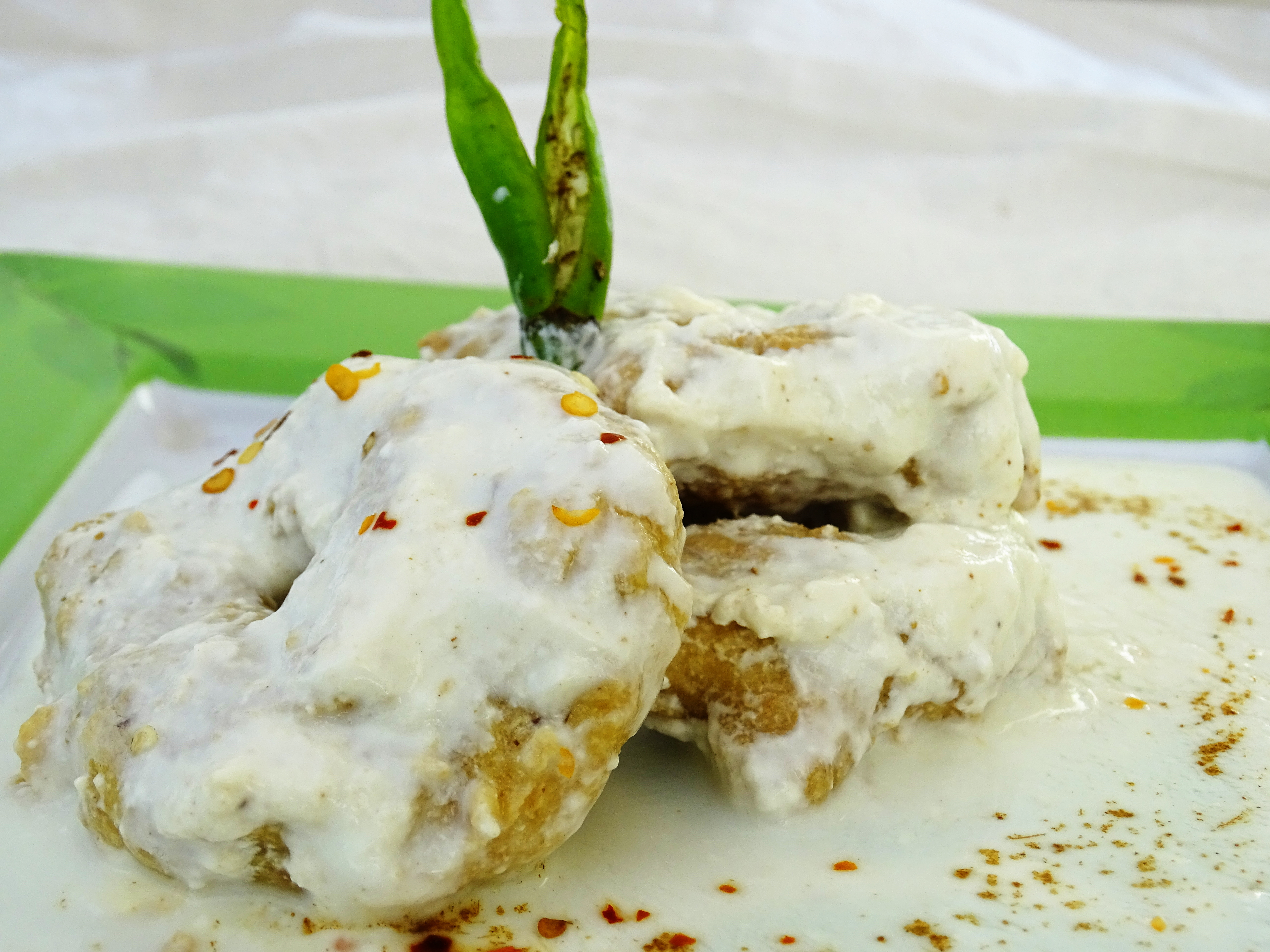
У формі дахі вада, з йогуртом